# Trận Monthermé
Lỗi Lua trong Mô_đun:Location_map tại dòng 495: Không có giá trị kinh độ.
Trận Monthermé là một trong các trận đánh khai màn Chiến dịch nước Pháp thời Chiến tranh thế giới thứ hai, diễn ra từ ngày 13 đến ngày 15 tháng 5 năm 1940 ở bán đảo Monthermé trên tuyến sông Meuse. Trong hai ngày đầu cuộc chiến đấu, Sư đoàn Thiết giáp số 6 (Đức) do Thiếu tướng Werner Kempf chỉ huy đã vượt được sông Meuse nhưng bị một bộ phận Quân đoàn XLI (Pháp) dưới quyền Đại tướng Emmanuel Libaud chặn đánh quyết liệt và chỉ chiếm được một đầu cầu rộng 1,5 km. Tuy vậy, Kempf cuối cùng cũng xuyên thủng phòng tuyến Pháp tại Montherme và khai tử hai sư đoàn của Libaud trên đường hành quân thần tốc về Montcornet. Cùng với các đòn đột phá của Quân đoàn Thiết giáp XIX ở Sedan và Quân đoàn Thiết giáp XV ở Dinant, chiến thắng Monthermé đã mở đường cho Đức tràn quân lên eo biển Anh và dồn vây các binh đoàn chủ lực Pháp-Anh-Bỉ.

## Bối cảnh
Sau khi chinh phục Ba Lan năm 1939, Đức bắt tay vào việc chuẩn bị đánh chiếm Pháp và Tây Âu. Theo Kế hoạch Vàng do Bộ Tổng Tư lệnh Đức phê duyệt vào tháng 2 năm 1940, Cụm Tập đoàn quân B (tướng Fedor von Bock) sẽ tiến sang Bỉ và Hà Lan để nhử Bộ Tổng chỉ huy Đồng Minh điều quân chủ lực lên mạn bắc, trong lúc Cụm Tập đoàn quân A (tướng Gerd von Rundstedt) tràn qua rừng núi Ardennes và đánh chủ công vào chính diện quân Đồng Minh trên bờ tây sông Meuse. Kế hoạch phân công cho Quân đoàn Thiết giáp XIX của Thượng tướng Thiết giáp Heinz Guderian đánh chiếm Sedan ở phía nam, Quân đoàn Thiết giáp XLI của Thượng tướng Thiết giáp Georg-Hans Reinhardt đánh chiếm Monthermé và Nouzonville giữa phòng tuyến Meuse còn Quân đoàn Thiết giáp XV của Thượng tướng Thiết giáp Hermann Hoth đánh chiếm khu vực Houx-Dinant trên hướng bắc. Các quân đoàn Thiết giáp XIX và XLI được phiên chế vào Cụm Thiết giáp Kleist.
Sau khi chiến sự bùng nổ tại Tây Âu, Đức điều 3 binh đoàn thiết giáp chủ lực tiến thần tốc ra sông Meuse trong các ngày 10 – 12 tháng 5. Khác với các quân đoàn bạn, Binh đoàn Thiết giáp XLI (gồm các Sư đoàn Thiết giáp số 6, 8 và Sư đoàn Bộ binh Mô tô số 2) gặp nhiều khó khăn đáng kể trong công tác hành quân. Ùn tắc giao thông đã xảy ra trên những con đường hết sức chật hẹp và gập ghềnh mà hai sư Thiết giáp số 6, 8 hành tiến. Không chỉ vậy, họ phải đương đầu với sự chống cự đặc biệt dữ dội của quân Pháp. Vì lẽ đó, chỉ có 3 tiểu đoàn thuộc Sư đoàn Thiết giáp 6 hiện diện trước Monthermé lúc 16h ngày 13 tháng 5 – thời điểm hai binh đoàn Thiết giáp XIX và XLI bắt đầu vượt sông theo Kế hoạch Vàng. Tệ hơn nữa, toàn bộ Sư đoàn Thiết giáp 8 không thể tham gia trận Monthermé và chỉ tới được sông Meuse vào ngày 16 tháng 5. Chưa hết, mặc dù Sư đoàn Bộ binh Mô tô 2 được phân công đánh chiếm đầu cầu ở Nouzonville (cách Monthermé 7 km về phía nam), hai sư đoàn bộ binh thuộc Quân đoàn III do Trung tướng Curt Haase chỉ huy đã làm điều đó trước khi Sư Bộ binh Mô tô 2 đặt chân lên Nouzonville ngày 14 tháng 5.
Tọa lạc trên 1 bán đảo có 3 mặt giáp sông và nằm dưới chân các vách đá lởm chởm, thị trấn Monthermé được chốt bởi các Đại đội số 4, 5, 6 thuộc Tiểu đoàn 2 Bán Lữ đoàn Súng máy 42 – một đơn vị cấp trung đoàn gồm các sắc lính người Madagascar và Pháp bản địa. Bán Lữ 42 này nằm trong biên chế của Sư đoàn Đồn binh 102 do tướng Portzer chỉ huy. Cùng với Sư đoàn Bộ binh 61 của tướng Vauthier, Sư Đồn binh 102 nằm trong đội hình Quân đoàn XI do Đại tướng Emmanuel Libaud chỉ huy, trực thuộc Tập đoàn quân số 9. Đằng sau con đường nối bán đảo với đất liền, Portzert xây dựng một phòng tuyến dự bị có dây thép gai bao quanh và giao cho một số trung đội trấn thủ. Phía sau tuyến này không xa có một vài đại đội thuộc các Bán Lữ đoàn 42, 52 (gồm lính Pháp bản xứ và Đông Dương) và Tiểu đoàn Súng máy 3. Không chỉ thành thạo địa hình Montherme, lính Sư Đồn binh 102 được trang bị vũ khí hạng nặng và bố trí trong những công sự kiên cố trên các địa điểm chiến lược dọc theo bờ sông.

## Diễn biến
Ngày 13 tháng 5 năm 1940, các đơn vị tiền phong của Sư đoàn Thiết giáp 6 (gồm Tiểu đoàn 3 Trung đoàn Súng trường 4; 1 tiểu đoàn thiết giáp và 1 tiểu đoàn pháo binh) do Thiếu tướng Werner Kempf chỉ huy đã áp sát Monthermé. Trong lúc phần lớn pháo binh sư đoàn (Trung đoàn Pháo binh Mô tô 76) còn đang bị kẹt cứng trên các nẻo đường phía đông, Quân đoàn Không quân VIII huy động phi cơ Junkers Ju 87 tổ chức nhiều đợt oanh kích vào đội hình Bán Lữ đoàn 42 Pháp nhằm dọn đường cho Kempf tiến công. Do khu vực quanh Monthermé có nhiều cây cối um tùm, một số phi công Đức đã mất phương hướng và vô tình thả bom trúng các đơn vị Sư đoàn Thiết giáp 6, phá hủy 2 khẩu pháo và gây thương vong cho 30 binh sĩ. Dù sao, do phải tập trung chi viện cho mặt trận Sedan, sự tham gia của không quân Đức không thể tác động lớn đến cục diện tại Monthermé. 

### Monthermé thất thủ
Lúc 16h00 ngày 13 tháng 5, 3 tiểu đoàn lục quân Đức mở màn đánh phá phòng tuyến sông Meuse. Vì chiếc cầu duy nhất ở Monthermé đã bị quân Pháp giật sập, Kempf phải tổ chức cho bộ binh vượt sông trên các thuyền nhựa. Dọc theo khu vực đối diện Monthermé trên bờ đông, có một vách đá hiểm trở mang tên Enveloppe. Vách đá này gây khó khăn lớn cho quân Đức do nó buộc bộ binh vừa phải vác súng máy, súng cối và hộp đạn vừa phải trèo xuống những con dốc gồ ghế dẫn tới sông Meuse. Quá trình này biến họ thành mồi ngon cho pháo binh Pháp, vốn mạnh hơn nhiều so với pháo binh Đức tại Monthermé. Địa hình trắc trở cũng làm cho lính Đức không thể khiêng thuyền nhựa xuống ven sông và buộc các chỉ huy của họ phải huy động thiết vận xa vận chuyển thuyền. 
Để giảm áp lực cho bộ binh, Kempf đem mọi xe tăng Panzer III, IV sẵn có ra rìa sông và tập trung bắn chế áp các chốt công sự của Pháp. Tuy nhiên, đúng lúc tốp xung kích đầu tiên của Đức tiếp cận mặt nước cùng với thuyền của mình, họ gặp phải hỏa lực cường độ mạnh của đối phương. Một số binh sĩ Đức bị thương và số còn lại phải thả lại thuyền rồi chạy đi trú ẩn. Tốp xung kích kế tiếp cũng bị bắn tan nát. Chẳng bấy lâu sau, một boong-ke được ngụy trang chu đáo nằm dưới một quán rượu đã bị xe tăng Đức phát hiện và triệt phá. Nhờ đó mà các hoạt động vượt sông của bộ binh Đức diễn ra thuận lợi hơn. Cùng thời gian này, công binh Đức khẩn trương xây một chiếc cầu bộ tạm bợ dưới làn đạn pháo quân Pháp. Sau khi trời chạng vạng tối, số quân chưa vượt sông của Tiểu đoàn 3 tràn qua cầu và nhanh chóng tiêu diệt các ổ kháng cự trong thị trấn Monthermé. Monthermé đã thất thủ, nhưng Đại đội 4 (Madagascar) Tiểu đoàn 2 Bán Lữ 42 vẫn bám trụ vào khu vực tiếp giáp giữa bán đảo với đất liền. Trong cuộc chiến đấu ác liệt diễn ra sau đó, quân Đức suýt chọc thủng được phòng tuyến Đại đội 4, nhưng cuối cùng bị khựng lại trước sự phản công của đối phương. Trận đánh ngày 13 tháng 5 kết thúc trong bế tắc và quân Đức chỉ chiếm được một đầu cầu rộng 1,5 km trên bờ tây-nam sông Meuse.

### Thế trận bế tắc
Cũng trong đêm ngày 13, tướng Libaud đưa 2 tiểu đoàn dự bị của Trung đoàn Bộ binh 248 Sư đoàn Bộ binh 6 vào khu vực sau lưng Bán Lữ đoàn 102. Không lâu sau 3h30 sáng hôm sau, cây cầu tạm bợ của Đức bị pháo binh Pháp bắn sập và Kempf buộc phải dùng bè chở xe tăng sang sông trong khi công binh xây một cầu quân sự hoàn chỉnh. Giao chiến lại bùng phát lúc 7h30 khi quân Đức mở một đợt tấn công mới vào trận địa Đại đội 4. Phòng tuyến quân Pháp ban đầu bị chọc thủng, nhưng các cuộc phản công của lính Madagascar đã đẩy lùi quân Đức về điểm xuất phát. 2 đợt tấn công kế tiếp của Đức cũng diễn biến tương tự do thiếu sự yểm trợ của pháo binh hạng nặng. Giữa trận chiến đấu, phía Pháp đẩy 1 trung đội của Tiểu đoàn Súng máy 3, 2 trung đội của Tiểu đoàn 1 Bán Lữ 42 và 1 bán đại đội của quân dự bị Trung đoàn 248 lên tăng viện cho Tiểu đoàn 2 Bán Lữ 42. Quân Pháp bị hao tổn rất nặng nề; nhiều đơn vị của họ trở nên nhốn nháo và chen chúc nhau thành một đống hổ lốn sau khi các cán bộ chỉ huy thiệt mạng. Dù vậy, vào buổi trưa, Kempf báo cáo lên Reinhardt rằng cơ hội rất mong manh cho sư đoàn ông mở rộng đầu cầu trong ngày hôm ấy. Điều này không có nghĩa là Kempf đã bỏ cuộc: sau khi không quân Đức cày phá đội hình địch từ 19h đến 20h, bộ binh Đức lại xông lên tấn công. Chính diện quân Pháp bị xuyên thủng và nhiều lính Âu-Phi chạy khỏi trận địa. Song quân Đức do bị thương vong lớn nên không truy kích và quân Pháp đã ổn định được trận tuyến.
Cùng ngày 14 tháng 5, các Sư đoàn Bộ binh số 3 và 23 thuộc Quân đoàn III (Đức) của Trung tướng Curt Hasse áp sát Nouzonville và tổ chức vượt sông dưới hỏa lực của Bán Lữ đoàn 52. Từ các chốt kiên cố, quân Pháp chiến đấu bền bỉ và cản phá được 2 cuộc vượt sông đầu tiên của địch. Tuy nhiên, nhờ có sự yểm trợ đắc lực của các phi cơ Junkers Ju 87, quân Đức cuối cùng cũng chiếm được một đầu cầu ở Nouzonville vào cuối ngày hôm ấy.

### Quân Pháp tan vỡ
Ngay từ đầu chiến dịch, Thượng tướng Kỵ binh Ewald von Kleist luôn phấn đấu cho cụm thiết giáp mang tên ông được độc lập tác chiến trong đội hình Cụm Tập đoàn quân A. Trái lại, do không muốn Kleist giành hết vinh quang tại Pháp, các thủ trưởng các tập đoàn quân lân cận kiến nghị Đại tướng Gerd von Rundstedt - Tư lệnh Cụm Tập đoàn quân A cho Cụm Thiết giáp Kleist nằm dưới sự chỉ huy của họ. Để giải quyết mâu thuẫn này, Rundstedt đề ra một giải pháp như sau: nếu nỗ lực vượt sông đầu tiên của Cụm Thiết giáp Kleist thành công, họ sẽ được tiếp tục độc lập tác chiến; bằng không, họ sẽ bị rút về hậu tuyến làm hậu bị cho một trong các tập đoàn quân của ông. Mặc dù Quân đoàn Thiết giáp XIX đã bẻ gãy hàng phòng thủ của Tập đoàn quân số 2 (Pháp) ở Sedan vào các ngày 13 – 14 tháng 5, những khó khăn của Quân đoàn Thiết giáp XLI đã thúc đẩy Bộ Tư lệnh Cụm Tập đoàn quân A chấp thuận ý kiến của các tư lệnh tập đoàn quân dưới quyền. Theo mệnh lệnh của Rundstedt ngày 14, Cụm Thiết giáp Kleist sẽ được bổ sung vào biên chế Tập đoàn quân số 12 lúc 0h ngày hôm sau. Quyết định này đã chấm dứt sự tồn tại của Cụm Thiết giáp Kleist như một lực lượng tác chiến độc lập.
4h sáng ngày 15, điều mà Kleist luôn sợ nhất đã đến khi Bộ Tư lệnh Tập đoàn quân 12 chỉ thị cho Quân đoàn Thiết giáp XLI rút về hậu tuyến làm dự bị chiến lược trong khi các sư bộ binh của Quân đoàn III phát triển đầu cầu Monthermé thay cho quân thiết giáp. Nhưng Kleist phớt lờ thượng lệnh và huấn thị cho tất cả các đơn vị dưới quyền tiếp tục tiến công. Reinhardt cũng đôn đốc Sư đoàn Thiết giáp số 6 chọc thủng phòng tuyến Meuse bằng mọi giá. Các mệnh lệnh này đã trở thành động lực lớn cho Sư Thiết giáp 6 do bản thân họ là một đơn vị tinh nhuệ trong Binh chủng Tăng-Thiết giáp và kiên quyết không để các sư đoàn bộ binh "tầm thường" tranh công. Ngoài ra, việc công binh Đức xây xong một cầu phao ở Monthermé lúc 1h sáng ngày 15 đã tạo điều kiện thuận lợi cho Sư Thiết giáp 6 tung một đòn đánh mới.
Trong khi Quân đoàn Thiết giáp XIX (Đức) thắng lớn ở Sedan, Quân đoàn Thiết giáp XV thuộc Tập đoàn quân số 4 (Đức) đã đập tan hàng phòng thủ của Tập đoàn quân số 9 Pháp tại Dinant. Những thảm họa này buộc Bộ Tư lệnh Tập đoàn quân số 9 phải ban lệnh rút toàn bộ lực lượng khỏi phòng tuyến sông Meuse giữa đêm ngày 14. Lúc 3h sáng ngày 15 tháng 5, khi Quân đoàn XLI (Pháp) còn chưa kịp rút lui, quân Đức tập trung phi pháo bắn phá cấp tập vào trận tuyến địch. 1 tiếng rưỡi sau, bộ binh cùng công binh Đức mang thủ pháo, súng phun lửa xốc tới diệt 5 boong-ke và đánh sập phòng tuyến vòng ngoài của Pháp chỉ trong 1 tiếng. Đến 7h, một số xe tăng Đức đã tràn sang sông Meuse và theo gót bộ binh đánh diệt đối phương. Do thiếu hụt lương thảo, đạn dược và súng chống tăng, quân Pháp không ngăn nổi các mũi thọc sâu của địch. Một chiếc xe tải Pháp vừa chở hàng nghìn khẩu súng chống tăng đến tiếp ứng thì lập tức bị xe tăng Đức phát giác và bắn tan. Dù vậy, địa hình đồi dốc của Ardennes gây khó khăn cho xe tăng phát huy hiệu quả tác chiến và bộ binh phải đảm nhiệm vai trò chủ lực trong tấn công. Đến 8h30, quân Đức đã tràn ngập toàn bộ các cứ điểm địch; sở chỉ huy quân Pháp bị bao vây và Bán Lữ đoàn trưởng Bán Lữ đoàn 42 cùng Tiểu đoàn trưởng Tiểu đoàn 2 bị bắt giữ. Vào thời điểm trưa ngày 15, Sư đoàn Thiết giáp 6 đã thọc sâu 50 km vào lãnh thổ Pháp.

## Hệ quả
Cùng với thắng lợi của Guderian ở Sedan và Hoth ở Dinant, trận đột phá Monthermé đã đưa đến sự thất thủ hoàn toàn của phòng tuyến sông Meuse và đặt tiền đề cho quân Đức tràn lên mạn tây-bắc, hòng vây diệt 1.700.000 quân Đồng Minh ngoài eo biển Anh. Không cần đợi toàn bộ sư đoàn mình sang sông, Kempf hợp nhất các lực lượng sẵn có thành một đơn vị mang tên Biệt đội Truy kích von Esebeck (gồm Tiểu đoàn Thiết giáp 65, Tiểu đoàn Súng trường Mô tô 6, Đại đội 2 Tiểu đoàn Công binh Thiết giáp 57, các Khẩu đội 2 và 6 Trung đoàn Pháo binh 76, Đại đội 1 Tiểu đoàn Pháo chống tăng 41 cùng một biệt đội trinh sát và một tiểu đoàn pháo phòng không) do Đại tá Hans von Esebeck chỉ huy. Các xe cộ dành cho Biệt đội Esebeck được quyền ưu tiên khi vượt cầu phao trên sông Meuse. Chỉ trong vòng 5 tiếng từ 15h đến 20h ngày 15, Sư đoàn Thiết giáp 6 tiến như vũ bão tới Montcornet – cách Monthermé 55 km về hướng tây – và dễ dàng nghiền nát mọi đơn vị Pháp cản bước họ. Do không dự liệu được tốc độ tiến quân của Reinhardt, quân Pháp không thể tổ chức kháng cự và thậm chí nhiều binh sĩ Pháp còn vẫy chào xe lính Đức vì tưởng là lính đơn vị bạn hoặc đồng minh Anh. Kết quả cuộc hành quân thần tốc thần tốc này là quân Đức đã đánh quỵ Sư đoàn Đồn binh 102, làm tan rã Sư đoàn Bộ binh 61, xẻ đôi đội hình Sư đoàn Thiết giáp Dự bị số 2 đang triển khai và bắt sống 2.000 lính Pháp. Bản thân Sư đoàn trưởng Sư đoàn Đồn binh 102 Portzer cũng bị bắt trong ngày hôm sau và Quân đoàn XLI Pháp coi như bị xóa sổ. Không những thế, đối với cá nhân Kleist, những chiến công của Reinhardt và Kempf có ý nghĩa rất lớn vì chúng buộc Bộ Tư lệnh Cụm Tập đoàn quân A phải rút lại một phần mệnh lệnh của mình. Theo đó, Quân đoàn Thiết giáp XLI được giữ lại trong biên chế của Cụm Thiết giáp Kleist và, mặc dù cụm thiết giáp này vẫn phụ thuộc vào đội hình Tập đoàn quân số 12, điều này không có nhiều tác động tiêu cực đến Kleist do quân ông đã vượt xa lên trước các binh đoàn bộ binh.